# Pachysaga
Pachysaga es un género de saltamontes longicornios de la subfamilia Austrosaginae. Se distribuye en Australia.

## Especies
Las siguientes especies pertenecen al género Pachysaga:
- Pachysaga australis (Walker, 1869)
- Pachysaga croceopteryx Rentz, 1993
- Pachysaga eneabba Rentz, 1993
- Pachysaga munggai Rentz, 1993
- Pachysaga ocrocercus Rentz, 1993
- Pachysaga strobila Rentz, 1993